# Видяпин, Виталий Иванович
Вита́лий Ива́нович Видя́пин (1 января 1939, станица Архангельская Тихорецкого района Краснодарского края — 3 декабря 2024) — российский экономический деятель, доктор экономических наук, профессор, заслуженный деятель науки РФ. В 1990—2008 годах — ректор Российского экономического университета имени Г. В. Плеханова.

## Биография
В 1961 году окончил Сибирский технологический институт (инженер-механик, машины и механизмы лесной промышленности)
В 1961—1977 годах работал на предприятиях атомной промышленности. В 1972 году окончил Иркутский институт народного хозяйства (бухгалтер-экономист). С 1977 г. перешёл на научно-преподавательскую работу в Московский институт народного хозяйства им. Г. В. Плеханова.
В 1979 году защитил диссертацию «Совершенствование методологии анализа выполнения производственной программы в опытном производстве машиностроения» на соискание учёной степени кандидата экономических наук, в 1986 году защитил докторскую диссертацию, в 1987 году присвоено учёное звание профессора.
В 1990 году избран на должность ректора Московского института народного хозяйства им. Г. В. Плеханова, с 1993 года — в связи с реорганизацией вуза — президент Российской экономической академии им. Г. В. Плеханова. В 2008 году после разделения должностей ректора и президента РЭА занимал должность президента. Должность ректора перешла к В. И. Гришину.
Умер 3 декабря 2024 года в возрасте 85 лет.

## Публикации
Автор более 100 научных трудов. Им лично и в соавторстве подготовлено 8 монографий, более 15 учебных пособий и учебников для вузов.
Неполный перечень сочинений:
- «Экономический анализ выполнения научно-технических программ», М., 1988
- «Бакалавр экономики. Хрестоматия в 3-х томах» (в составе коллектива авторов), М. 1999—2000
- «Региональная экономика» (в соавторстве со Степановым М. В., Синдяшкиным Н. И. и др.), М., 2000 г.
- «Экономическая теория. Учебник» (в соавторстве с Добрыниным Г. П., Журавлевой Г. П., Тарасевич Л. С.), М., 2000
- «Энциклопедия рыночного хозяйства: Государственное регулирование рыночной экономики» (в соавторстве с Князевым В. Г. и Поповым В. А.), М., 2002 г.
- «Экономическая теория (политэкономия)» (в соавторстве с Журавлевой Г. П.) М., 2002
- «Региональная экономика» (в соавторстве со Степановым М. В., Синдяшкиным Н. И. и др.), М., 2002 г.
- «Экономическая теория (политэкономия)» (в соавторстве с Журавлевой Г. П.) М., 2003
- «Экономическая теория. Учебник» (в соавторстве с Добрыниным Г. П., Журавлевой Г. П., Тарасевич Л. С.), М., 2003
- «Экономическая география России. Учебник» (в соавторстве со Степановым М. В.), М. 2004

## Награды и звания
- Орден «За заслуги перед Отечеством» III степени (28 февраля 2008) — за заслуги в научно-педагогической деятельности и большой вклад в подготовку квалифицированных специалистов[2]
- Орден «За заслуги перед Отечеством» IV степени (3 сентября 1999) — за заслуги перед государством, высокие достижения в производственной деятельности и большой вклад в укрепление дружбы и сотрудничества между народами[3]
- Орден Дружбы (Вьетнам) — за подготовку экономистов для Вьетнама
- Заслуженный деятель науки Российской Федерации (1998)
- Почётный работник высшего образования Российской Федерации
- Лауреат национальных премий «Человек года-2000» («за укрепление и развитие экономического образования») и «Человек года-2001» Русского биографического института («за подготовку высококлассных специалистов для рыночной экономики»)
- Лауреат премии Национального фонда возрождения «Барбары» при президенте Республики Саха (Якутия)
- Президент Аудиторской палаты России, президент Ассоциации бухгалтеров и аудиторов, вице-президент Гильдии финансистов, других профессиональных общественных организаций
- Председатель наблюдательного совета «Инкомбанка» (декабрь 1999 г.)
- Действительный член Нью-Йоркской академии наук, почетный доктор Куангнамского университета (Южная Корея), Университета Минь-Чуань (Тайвань)
- Лауреат национальной премии бизнес-репутации «Дарин» Российской Академии бизнеса и предпринимательства в 2000 г.